# 摩泽尔河畔绍德内
摩澤爾河畔绍德内（法語：Chaudeney-sur-Moselle，法語發音：[ʃodnɛ syʁ mɔzɛl]）是法国默尔特-摩泽尔省的一个市镇，位于该省西南部，属于图勒区。

## 地理
摩泽尔河畔绍德内（48°39'6"N, 5°54'18"E）面积8.34 平方千米，位于法国大東部大區默尔特-摩泽尔省，该省份为法国东北部内陆省份，是洛林的一部分，北邻比利时、卢森堡，北起顺时针与摩泽尔省、下莱茵省、孚日省和默兹省接壤。
与摩泽尔河畔绍德内接壤的市镇（或旧市镇、城区）包括：比克莱、多马坦莱图勒、皮埃尔拉特雷什、图勒、维莱勒塞克。

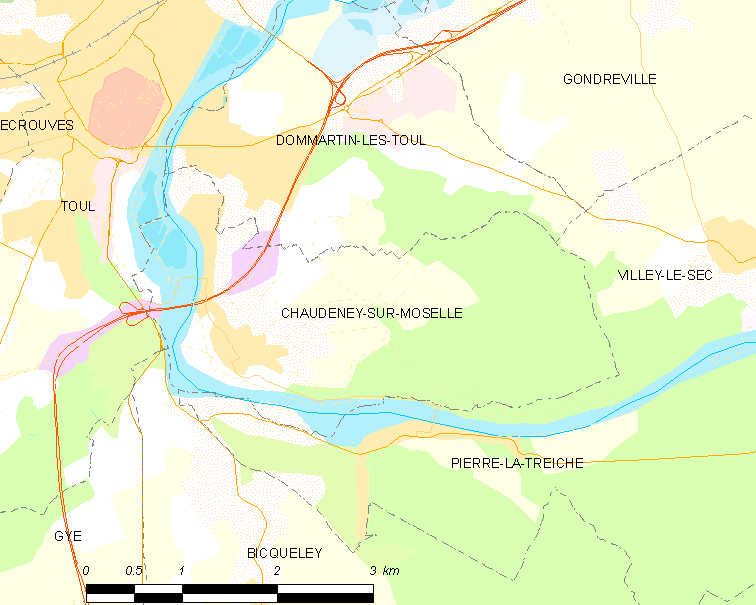
摩泽尔河畔绍德内的OSM定位图

摩泽尔河畔绍德内的时区为UTC+01:00、UTC+02:00（夏令时）。

## 行政
摩泽尔河畔绍德内的邮政编码为54200，INSEE市镇编码为54122。

## 政治
摩泽尔河畔绍德内所属的省级选区为图勒县。

## 人口

1962-2008年间摩泽尔河畔绍德内人口变化图示

摩泽尔河畔绍德内于2022年1月1日时的人口数量为730人。